# دانشگاه دولتی سومی
دانشگاه دولتی سومی (به لاتین: Sumy State University) یک دانشگاه در اوکراین است که در سومی واقع شده‌است.